# Paul Leonard Schäffer
Paul Leonard Schäffer (* 16. März 1987 in Hannover) ist ein deutscher Komponist, Dirigent und Pianist. 

## Leben
Schäffer erhielt seinen ersten Klavierunterricht mit fünf Jahren und wurde kurze Zeit später Mitglied im Knabenchor Hannover. Mit 16 Jahren erhielt er seinen ersten Orgelunterricht bei Torsten Meyer. Er studierte Komposition an der Hochschule für Musik und Darstellende Kunst in Frankfurt am Main bei Gerhard Müller-Hornbach, Kirchenmusik bei Martin Lücker (Orgel) sowie Orchesterleitung bei Wojciech Rajski an derselben Hochschule. Weitere Studien bei Beat Furrer, Marc Andre, sowie Liedbegleitungs- und Korrepetitionsunterricht bei Eugen Wangler und Helmut Deutsch ergänzten seine musikalische Ausbildung.
Er war Stipendiat der Aribert-Reimann-Stiftung, des „Paul-Hindemith- und Heinrich-Mann-Stipendiums“ des Landesmusikrats Hessen und wird seit 2010 von Yehudi Menuhin Live Music Now Frankfurt am Main e. V. gefördert.
2014 war er Finalist des Orchesterkompositionswettbewerbs der Weimarer Frühjahrstage für zeitgenössische Musik.
Seine Werke wurden unter anderem durch die Internationale Ensemble Modern Akademie, der Jenaer Philharmonie, sowie durch das Ensemble l’Autre mOnde aufgeführt. Aufführungen fanden im Staatstheater Wiesbaden, der Alten Oper Frankfurt, sowie im Rahmen des Rheingau Musik Festivals, des Festivals junger Künstler Bayreuth, der Kasseler Musiktage und der Händel-Festspiele Karlsruhe statt.
Im Februar 2012 debütierte er als musikalischer Leiter der Dreigroschenoper mit der Staatsphilharmonie Rheinland-Pfalz am Theater im Pfalzbau in Ludwigshafen. Die Produktion wurde beim 3. Papageno-Award mit dem goldenen Vogel ausgezeichnet.
Im Januar 2016 übernahm er die musikalische Leitung des Figuralchors Frankfurt.

## Auszeichnungen/Stipendien
- seit 2010: Förderung durch Yehudi Menuhin Live Music Now Frankfurt am Main e.V.[3]
- 2011/2012: Stipendiat der Aribert-Reimann-Stiftung[1]
- 2013: Stipendiat des „Paul-Hindemith- und Heinrich-Mann-Stipendiums“ des Landesmusikrats Hessen[4]
- 2014: Finalist beim Orchesterkompositionswettbewerb der Weimarer Frühjahrstage für zeitgenössische Musik[1]

## Werke (Auszug)

### Lied
- Sechs Lieder nach Gedichten von Georg Trakl (2011), für Bariton und Klavier; UA: 25. Januar 2011, UdK Berlin[5]
- Fünf Landschaften nach Gedichten von Georg Heym (2013), für Bass und Klavier; UA: 1. Dezember 2014, Deutsche Oper Berlin, Auftragswerk des Bundeswettbewerb Gesang Berlin[5]

### Kammermusik
- Die Mahnworte des Ipuwer nach einer altägyptischen Dichtung (2009), für zwei Soprane und Schlagzeug; UA: 31. Oktober 2009, alte Brüderkirche Kassel, Auftragswerk der Kasseler Musiktage 2009[5]
- Drei Intermezzi für Ensemble auf historischen Instrumenten (2013); UA: 17. August 2013, Kloster Eberbach im Rahmen des Rheingau Musik Festivals 2013[5]

### Musiktheater
- Büchners Frauen Musiktheater nach Texten von Georg Büchner (2011–2013); UA: 24. Mai 2013, Staatstheater Wiesbaden[5]
- Eine Kapitulation, Lustspiel in antiker Manier nach einem Libretto von Richard Wagner (2010); UA: 24. August 2010, Das Zentrum Bayreuth, Auftragswerk des Festival junger Künstler Bayreuth[5]

### Orchesterwerke
- et par la porte ouverte la perspective du hasard für Orchester (2013); UA: 27. April 2013, E-Werk Weimar[5]
- Camille Saint-Saëns. Oratorio de noël. Version pour vents, harpe et chordes par Paul Leonard Schäffer (2016); UA: 17. Dezember 2016, Basilika Ilbenstadt
- Gabriel Fauré. Cantique de Jean Racine. Version pour vents, harpe et chordes par Paul Leonard Schäffer (2016); UA: 17. Dezember 2016, Basilika Ilbenstadt